# أوجا كودار
أوجا كودار (بالكرواتية: Oja Kodar)‏ (و. 1941  م) هي مخرجة أفلام، وكاتبة سيناريو، وممثلة أفلام كرواتية، ولدت في زغرب.

## وصلات خارجية
- أوجا كودار على موقع IMDb (الإنجليزية)
- أوجا كودار على موقع ألو سيني (الفرنسية)
- أوجا كودار على موقع أول موفي (الإنجليزية)
- أوجا كودار على موقع قاعدة بيانات الأفلام السويدية (السويدية)
- أوجا كودار على موقع قاعدة بيانات الفيلم (الإنجليزية)
- أوجا كودار على موقع كينوبويسك (الروسية)